# Timej
Timej je moško osebno ime

## Izvor imena
Ime Timej je izpeljanka it imena Timotej

## Pogostost imena
Po podatkih Statističnega urada Republike Slovenije je bilo na dan 31. decembra 2007 v Sloveniji 18 oseb z imenom Timej.